# 猪上神社
猪上神社（いがみじんじゃ）は、奈良県生駒郡平群町信貴畑に鎮座する『延喜式』神名帳に列せられる式内社。

## 概要
信貴山真言宗の総本山である信貴山朝護孫子寺の仁王門をくぐって約100メートル余、参道のすぐ右側に鎮座する。
古来より、信貴山境内にあって朝護孫子寺の鎮守社であった。
現在の、本堂石段下の水屋と霊宝殿の間にある経蔵の地が、この神社の旧社地だったといわれ、世に「信貴山猪上大明神」と呼ばれて崇敬者の多い神社であった。
明治３年（1870年）、神仏分離令により神社を惣門外のケンガイ山へ移し、その後、大正11年に現在の参道脇へ遷座した。
祭神は、天足彦国押人命が、本殿の中の向かって左側が天足彦命、向かって右側が国押人命と別けて祀られている。
由緒は、伝わっていないが、弘安二年の阿娑縛抄に延喜年間、信貴山中興の命蓮が堂舎増築を祈願した時、霊猪が出現。一夜のうちに竣工したのでこの霊猪を祀ったとある。
信貴山は、古くは井上山と呼ばれており、井上の当て字から「猪上神社」になったという説や、旧社地の立地から霊峰信貴山を拝んだ「オガミ神社」が、後に呼び方が変わって借字され「猪上神社」になったという説もある。

## アクセス

### 公共交通機関の場合
- JR大和路線「王寺駅」から奈良交通バス信貴山門行きで信貴大橋下車、約5分。(近鉄生駒線「信貴山下駅」から奈良交通バス)
- 近鉄大阪線「河内山本駅」から信貴線で、「信貴山口駅」にてケーブルカーに乗り換え、「高安山駅」より近鉄バスに乗り換え、信貴山門下車

### 自家用車の場合
- 阪奈道路の生駒登山口から信貴生駒スカイラインにて。
- 柏原市道信貴大県線： 国道170号（旧道）の大県南交差点（柏原市）を東へ、高尾山頂、信貴山のどか村付近を経て信貴山門付近に至る。
- 奈良県道236号信貴山線にて。
- 大阪府道183号本堂高井田線にて。
- 駐車料金500円（乗用車／1日1回）